# Anpanman
Anpanman (jap. アンパンマン) ist eine japanische Comic- und Trickfigur von Takashi Yanase, die zunächst in Bilderbüchern beim Verlag Froebel-kan erschien. Später folgten Mangas und die Anime-Fernsehserie Soreike! Anpanman (それいけ!アンパンマン, dt. „Los gehts! Anpanman“). Die Zielgruppe sind vor allem Kleinkinder bis zum Grundschulalter.
Anpanman ist in Japan die wertvollste Markenfigur im Sinne von Merchandising- und sonstigen Einnahmen, noch vor Pokemon, Micky Maus und Hello Kitty.

## Charaktere

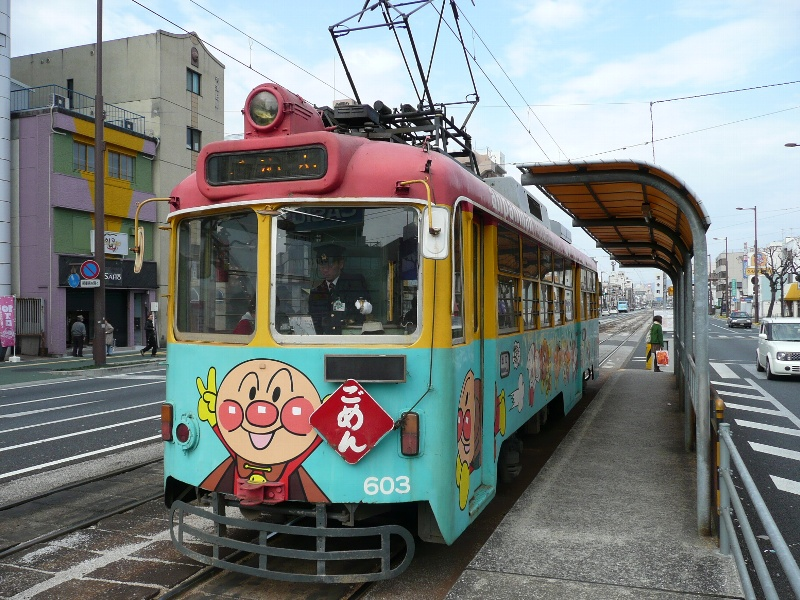
Anpanman auf einer Straßenbahn in der Stadt Kōchi

Die Mehrheit der Charaktere steht in Zusammenhang mit in Japan verbreiteten Gebäckstücken, die anderen mit Essen im weiteren Sinne.
- Anpanman (アンパンマン): Die Hauptfigur hat einen Kopf aus Anpan, einem Gebäckstück aus Hefeteig mit einer Füllung aus roter Bohnenpaste. Er kommt aus dem Backofen von Jam-ojisan. Er fliegt durch das Land, bekämpft das Böse, Bazillus, und verteilt Stücke von seinem Kopf an jeden, der Hunger hat. Wenn sein Kopf aufgegessen ist, wird ein neuer gebacken und an die Stelle des alten gesetzt. Anpanmans große Schwäche ist alles, was seinen Kopf ungenießbar macht, also Schimmel, Wasser, Schmutz und ähnliches. Ist sein Kopf dreckig, verliert Anpanman seine Superkräfte. Sobald der verbrauchte Kopf durch einen neuen ersetzt wird, hat er wieder hundertfache Kraft und kann zu seinen Spezialangriffen, An-punch und An-kick, ansetzen.
- Jam-ojisan (ジャムおじさん, Jamu-ojisan, dt. „Onkel Marmelade“) ist der Bäcker, in dessen Ofen Anpanman geboren wurde und der ihm neue Anpan-Köpfe backt. Ihm gehört die große Bäckerei und das Einsatzfahrzeug Anpanmango.
- Batako (バタコ, dt. etwa „munteres Kind“) ist die Assistentin von Jam-ojisan. Sie hilft ihm beim Backen und näht die Mäntel, mit deren Hilfe Anpanman und andere Helden fliegen. Sie ist oft wild durcheinander und rennt umher, davon leitet sich ihr Name ab, nicht wie oft vermutet wird von Butter.
- Cheese (チーズ, Chīzu) ist ein Hund, der Anpanman zugelaufen ist.
- Melonpanna (メロンパンナ) hat einen Kopf aus Melonpan (Melonenbrot). Ihre Superkraft besteht darin, Männer, die sie schlägt, verliebt zu machen.
- Shokupanman (しょくぱんまん, dt. „Toastbrotmann“) ist ein weiterer Superheld. Sein Kopf ist eine breite Scheibe Kastenweißbrot. Er fährt mit seinem Lieferwagen umher und bringt sein Toast zu Kunden. Er kann dank seines Mantels fliegen und hilft Anpanman, wenn Bazillus bekämpft werden muss.
- Karēpanman (カレーパンマン, dt. „Currybrotmann“) ist die pikante Variante von Anpanman. Er kann fliegen und bekämpft seine Gegner, indem er sie mit Curry bespuckt.
- Baikinman (ばいきんまん, dt. „Bazillus“): Ein Außerirdischer vom Bazillusplaneten, der Bösewicht der Serie. Er versucht immer, anderen das Essen wegzunehmen, sie zu ärgern oder Anpanman zu schlagen. Dank seiner Ingenieurskünste verfügt er über ein UFO mit vielen Sonderausstattungen. Er hat kleine Gehilfen, die „fröhlichen Schimmelpilze“ (カビるんるん, kabirunrun), die den Kopf von Anpanman verfaulen können. Seine Schwäche ist Seife: wird er gewaschen, schrumpft er.
- Dokin-chan (ドキンちゃん), die Komplizin von Baikinman und in Shokupanman verliebt.

Insgesamt gibt es mittlerweile mehr als 1768 verschiedene Charaktere im Anpanman-Universum. Dies hat der Serie sogar einen Eintrag in das Guinness-Buch der Rekorde eingebracht. Die meisten der Figuren symbolisieren eine bestimmte Speise oder Zutat. Von diesen Nebenfiguren ist Baumkuchensan (バームクーヘンさん) erwähnenswert, der auch im japanischen Original der Fernsehserie einige deutsche Worte sagt. Zudem wurden bisher 21 Anpanman-Sondervarianten gezeigt, bei denen beim Backen des Kopfes verschiedene besondere Zutaten eingesetzt wurden.
Anpanman und sein Hauptgegner Baikinman verbinden nach Angaben des Medienexperten Thomas Hoeren Elemente aus Milton Paradise Lost, Frankenstein und Star Trek.

## Handlung
Die Vielfalt der Charaktere steht in Kontrast zum eher einheitlichen Handlungsschema aller Anpanman-Folgen: Es kommt zu einem Kampf zwischen Anpanman und Bazillus, bei dem Bazillus durch einen gemeinen Trick Anpanmans Kopf unbrauchbar macht. Die individuelle Nebenfigur der Episode benachrichtigt Onkel Marmelade unter dramatischen Umständen, woraufhin dieser einen neuen Kopf herstellt. Der neue Kopf wird auf den gefesselten oder festgeklammerten Körper von Anpanman geworfen, die Superkräfte kehren zurück. Bazillus wird durch einen An-punch fortgeschleudert und kann dabei nur noch „Bai Baiking“ rufen.

## Bücher
Die Kinderbuchreihe erscheint in Japan seit 1973 beim Verlag Froebel-kan. Bis September 2006 verkauften sich 50 Millionen Bücher der Reihe. Es folgten einige Umsetzungen als Manga, ebenfalls durch Takashi Yanase. Die erste war 1975/76 Nekketsu Märchen Kaiketsu Anpanman. Von 1976 bis 1982 folgte Anpanman im Magazin Gekkan Ichigoehon, das wie der erste Manga bei Sanrio erscheint. 1990 bis 1994 kam dann Tobe! Anpanman als Serie in der Yomiuri Shinbun heraus.

## Anime-Fernsehserie
Seit 1988 produziert Nippon Television Network eine Anime-Fernsehserie zum Manga, bei der Akinori Nagaoka und Shunji Ôga Regie führen. Das Charakterdesign wurde entworfen von Michishiro Yamada und Minoru Maeda. Seit dem 3. Oktober 1988 wurden über 800 Folgen ausgestrahlt.
Die Serie wird in Südkorea unter dem Titel Narara Hoppangmaen gesendet, Antena 3 strahlte die Serie 1990 in Spanien aus. Anpanman wurde einige Zeit lang in Europa über JSTV ausgestrahlt, wurde aber eingestellt.
Laut Guinness-Buch der Rekorde hält die Serie mit 1.768 verschiedenen Figuren den Rekord für die meisten Figuren einer Zeichentrickserie.

### Synchronisation
| Rolle       | japanischer Sprecher (Seiyū)                            |
| ----------- | ------------------------------------------------------- |
| Anpanman    | Keiko Toda                                              |
| Onkel Jam   | Hiroshi Masuoka (1988–2019) Kōichi Yamadera (seit 2019) |
| Batako-san  | Rei Sakuma                                              |
| Melonpanna  | Mika Kanai                                              |
| Currypanman | Michiyo Yanagisawa                                      |
| Cheese      | Kōichi Yamadera                                         |
| Rollpanna   | Miina Tominaga                                          |
| Creampanda  | Miki Nagasawa                                           |
| Baikinman   | Ryusei Nakao                                            |
| Dokin-Chan  | Hiromi Tsuru (1988–2017) Mina Tominaga (seit 2018)      |
| Horrorman   | Kaneta Kimotsuki (1991–2016) Kazuki Yao (seit 2017)     |
| Shokupanman | Sumi Shimamoto                                          |

### Musik
Die Musik der Serie wurde komponiert von Hiroaki Kondo und Taku Izumi. Vorspanntitel der Serie ist Anpanman no March von der Band Dreaming. Als Abspannlieder werden verwendet:
- Ikuzo! Baikinman von Nakao Ryuusei
- Yuuki Rinrin von Dreaming
- Christmas no Tani von Dreaming
- Anpanman Taisō von CHA-CHA
- Anpanman Taisō von Dreaming
- Sansan Taisō von Dreaming
- Niji o Tsukuru Uta von Rainbow Fukuzawa to Sutatan Tai
- Anpanman von BTS

## Weitere Adaptionen

### Kinofilme
Seit 1989 werden jedes Jahr zwei Kinofilme gleichzeitig veröffentlicht die jeweils in den Vorstellungen gemeinsam als Double Feature werden: ein Langfilm und ein Kurzfilm. Eine Ausnahme war das erste Jahr 1989, wo der erste Anpanman-Film gemeinsam mit Onegai! Samia-don (おねがい!サミアどん) und Robotan (ロボタン) als Triple Feature aufgeführt wurde und 1993 bei der Kaiketsu Zorori (かいけつゾロリ) als Zweitfilm verwendet wurde.
| #  | Jahr | Hauptfilm | Nebenfilm |
| -- | ---- | --- | --- |
| 01 | 1989 | Soreike! Anpanman: Kirakira-boshi no Namida それいけ！アンパンマン キラキラ星の涙                             | |
| 02 | 1990 | Soreike! Anpanman: Baikinman no Gyakushū それいけ！アンパンマン ばいきんまんの逆襲                            | Soreike! Anpanman: Omusubiman それいけ！アンパンマン おむすびまん |
| 03 | 1991 | Soreike! Anpanman: Tobe! Tobe! Chibigon それいけ!アンパンマン とべ! とべ! ちびごん                            | Soreike! Anpanman: Dokin-chan no Dokidoki Calendar それいけ！アンパンマン ドキンちゃんのドキドキカレンダー                                                              |
| 04 | 1992 | Soreike! Anpanman: Tsumiki-jō no Himitsu それいけ!アンパンマン つみき城のひみつ                               | Soreike! Anpanman: Anpanman to Yukai na Nakama-tachi それいけ！アンパンマン アンパンマンとゆかいな仲間たち                                                              |
| 05 | 1993 | Soreike! Anpanman: Kyōryū Nosshī no Daibōken それいけ!アンパンマン 恐竜ノッシーの大冒険                       | |
| 06 | 1994 | Soreike! Anpanman: Lyrical Magical Mahō no Gakkō それいけ！アンパンマン リリカル☆マジカルまほうの学校         | Soreike! Anpanman: Minna Atsumare! Anpanman World: Komusubiman to Omatsuri Robot それいけ！アンパンマン みんな集まれ！アンパンマンワールド こむすびまんとお祭りロボット |
| 07 | 1995 | Soreike! Anpanman: Yūreisen o Yattsukero!! それいけ！アンパンマン ゆうれい船をやっつけろ!!                    | Soreike! Anpanman: Anpanman to Happy Otanjōbi それいけ！アンパンマン アンパンマンとハッピーおたんじょう日                                                               |
| 08 | 1996 | Soreike! Anpanman: Soratobu Ehon to Garasu no Kutsu それいけ！アンパンマン 空とぶ絵本とガラスの靴             | Soreike! Anpanman: Baikinman to 3-bai Punch それいけ！アンパンマン ばいきんまんと3ばいパンチ                                                                            |
| 09 | 1997 | Soreike! Anpanman: Niji no Pyramid それいけ！アンパンマン 虹のピラミッド                                      | Soreike! Anpanman: Bokura wa Hero それいけ！アンパンマン ぼくらはヒーロー                                                                                               |
| 10 | 1998 | Soreike! Anpanman: Tenohira o Taiyō ni それいけ！アンパンマン てのひらを太陽に                                | Soreike! Anpanman: Anpanman to Okashi na Nakama それいけ！アンパンマン アンパンマンとおかしな仲間                                                                       |
| 11 | 1999 | Soreike! Anpanman: Yūki no Hana ga Hiraku Toki それいけ!アンパンマン 勇気の花がひらくとき                     | Soreike! Anpanman: Anpanman to Tanoshii Nakama-tachi それいけ！アンパンマン アンパンマンとたのしい仲間たち                                                              |
| 12 | 2000 | Soreike! Anpanman: Ningyo-hime no Namida それいけ！アンパンマン 人魚姫のなみだ                                | Soreike! Anpanman: Yakisobapanman to Black Sabotenman それいけ！アンパンマン やきそばパンマンとブラックサボテンマン                                                     |
| 13 | 2001 | Soreike! Anpanman: Gomira no Hoshi それいけ！アンパンマン ゴミラの星                                          | Soreike! Anpanman: Kaiketsu Naganegiman to Yakisobapanman それいけ！アンパンマン 怪傑ナガネギマンとやきそばパンマン                                                     |
| 14 | 2002 | Soreike! Anpanman: Rōru to Rōra Ukigumo-jō no Himitsu それいけ!アンパンマン ロールとローラ うきぐも城のひみつ | Soreike! Anpanman: Tekka no Makichin to Kane no Kamameshidon それいけ！アンパンマン 鉄火のマキちゃんと金のかまめしどん                                                  |
| 15 | 2003 | Soreike! Anpanman: Rubie no Negai それいけ！アンパンマン ルビーの願い                                         | Soreike! Anpanman: Kaiketsu Naganegiman to Doremi-hime それいけ！アンパンマン 怪傑ナガネギマンとドレミ姫                                                                |
| 16 | 2004 | Soreike! Anpanman: Yumeneko no Kuni no Nyanī それいけ！アンパンマン 夢猫の国のニャニィ                        | Soreike! Anpanman: Tsukikotoshiratama – Tokimeki Dancing それいけ！アンパンマン つきことしらたま～ときめきダンシング～                                                  |
| 17 | 2005 | Soreike! Anpanman: Happy no Daibōken それいけ！アンパンマン ハピーの大冒険                                    | Soreike! Anpanman: Kuroyukihime to Motemote Baikinman それいけ！アンパンマン くろゆき姫とモテモテばいきんまん                                                           |
| 18 | 2006 | Soreike! Anpanman: Inochi no Hoshi no Dolly それいけ！アンパンマン いのちの星のドーリィ                       | Soreike! Anpanman: Kokin-chan to Aoi Namida それいけ！アンパンマン コキンちゃんとあおいなみだ                                                                           |
| 19 | 2007 | Soreike! Anpanman: Shabondama no Purun それいけ！アンパンマン シャボン玉のプルン                              | Soreike! Anpanman: Horrorman to Hora♥Horako それいけ！アンパンマン ホラーマンとホラ♥ホラコ                                                                              |
| 18 | 2008 | Soreike! Anpanman: Yōsei Rinrin no Himitsu それいけ！アンパンマン 妖精リンリンのひみつ                        | Soreike! Anpanman: Hiyahiya Hiyariko to Bafubafu Baikinman それいけ！アンパンマン ヒヤヒヤヒヤリコとばぶばぶばいきんまん                                                |
| 19 | 2009 | Soreike! Anpanman: Dadandan to Futago no Hoshi それいけ!アンパンマン だだんだんとふたごの星                   | Soreike! Anpanman: Baikinman vs Baikinman!? それいけ!アンパンマン ばいきんまんvsバイキンマン!?                                                                          |
| 20 | 2010 | Soreike! Anpanman: Blacknose to Mahō no Uta それいけ!アンパンマン ブラックノーズと魔法の歌                    | Soreike! Anpanman: Hashire! Wakuwaku Anpanman Grand Prix それいけ!アンパンマン はしれ!わくわくアンパンマングランプリ                                                    |

### OVA
In Japan wurde eine Original Video Animation mit dem Titel Soreike! Anpanman: Christmas da! Minna Atsumare veröffentlicht.

## Spielzeug
Verschiedenes Spielzeug zur Serie, vor allem Spielfiguren, wurde produziert.